# Spalax leucodon
Spalax leucodon là một loài động vật có vú trong họ Spalacidae, bộ Gặm nhấm. Loài này được Nordmann mô tả năm 1840.

## Hình ảnh

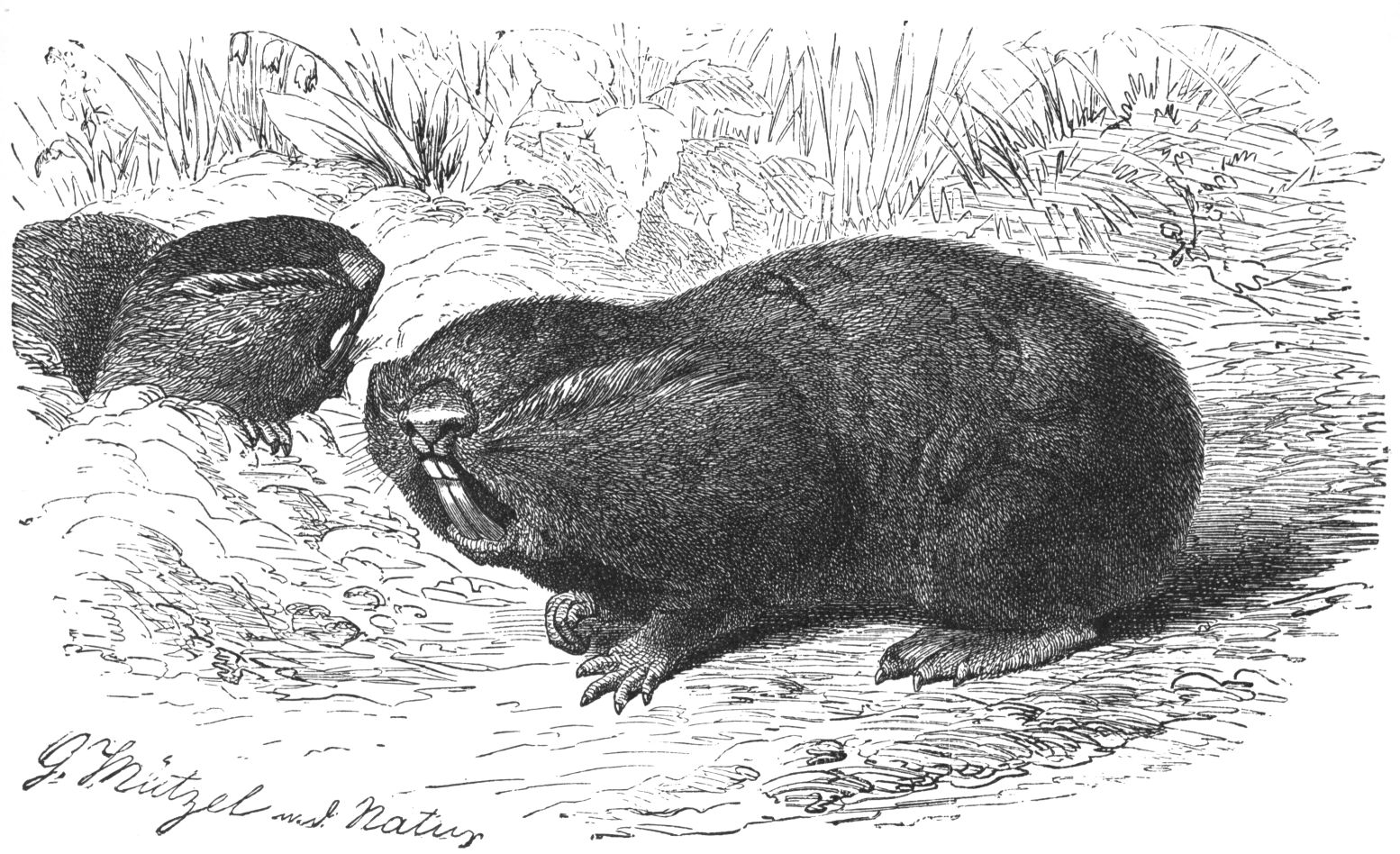